# Cold as You
«Cold as You» — песня американского кантри-певца Люка Комбса, вышедшая 19 июля 2021 года в качестве седьмого сингла с делюксового переиздания второго студийного альбома What You See Is What You Get (2019). Песня написана в соавторстве с Рэнди Монтаной, Шейном Минором, Джонатаном Синглтоном и Комбсом, который также выступил продюсером трека вместе с Синглтоном и Чипом Мэтьюсом.
Сингл достиг первого места в кантри-чарте Country Airplay и пятого в Hot Country Songs.

## История
5 октября 2020 года Комбс выложил акустическую версию песни «Cold as You» и посвятил её своим родителям, жене и поклонникам.
Песня «Cold as You» была описана изданием Outsider как «история о парне с разбитым сердцем, который нашёл свой путь к барной стойке».

## Коммерческий успех
27 ноября 2021 года сингл «Cold as You» вышел на первое место Country Airplay. Это новый рекорд: 12-й его чарттоппер после дебюта подряд и 7-й со второго студийного альбома What You See Is What You Get. Ранее были « Forever After All» (6 недель на № 1 летом 2021 года), «Better Together» (5 недель на № 1 в январе 2021); «Lovin’ on You» (5, сентябрь 2020); «Does to Me» (2, мая 2020); «Even Though I’m Leaving» (5, ноябрь 2019); «Beer Never Broke My Heart» (2, август 2019). Шесть подряд чарттопперов последний раз было в 2017 году с альбома Kill the Lights Люка Брайана.

## Музыкальное видео
Музыкальный клип был загружен 25 августа 2021 года и снят компанией TA Films. В нём показано, как мужчина переживает ночь, после того как он сбегает от своей бывшей девушки и её нового любовника через потайную дверь в задней части музыкального автомата в ностальгической закусочной. Помимо пары, снимавшейся в клипе «Hurricane», в клипе появляются и другие актеры второго плана, которые изображают персонажей из других клипов Комбса, в том числе дедушку и внучку из «Forever After All», детские версии Комбса и его жены Николь из «Lovin’ on You», а также отвергнутого просителя и его бармена из «Beer Never Broke My Heart».

## Концертные исполнения
Комбс исполнил песню на церемониях CMA Awards и CMT Music Awards.

## Чарты
| Чарт (2021)                         | Высшая позиция |
| ----------------------------------- | -------------- |
| Австралия (Country Hot 50, TMN)     | 2              |
| Канада (Billboard Canadian Hot 100) | 46             |
| Канада (Billboard Country)          | 1              |
| Мир (Billboard Global 200)          | 190            |
| США (Billboard Hot 100)             | 32             |
| США (Billboard Country Airplay)     | 1              |
| США (Billboard Hot Country Songs)   | 5              |

| Чарт (2021)                        | Позиция |
| ---------------------------------- | ------- |
| США (Country Airplay (Billboard)   | 53      |
| США (Hot Country Songs (Billboard) | 54      |

| Чарт (2022)                        | Позиция |
| ---------------------------------- | ------- |
| США (Country Airplay (Billboard)   | 55      |
| США (Hot Country Songs (Billboard) | 66      |

## Сертификации
| Регион                                                                      | Сертификация | Продажи   |
| --------------------------------------------------------------------------- | ------------ | --------- |
| Австралия (ARIA)                                                            | Золотой      | 35 000    |
| США (RIAA)                                                                  | Платиновый   | 1 000 000 |
| Данные о продажах + прослушиваниях приведены только на основе сертификации. |              |           |